# Aeroportul Nikola Tesla din Belgrad
Aeroportul Internațional Nikola Tesla Belgrad (în sârbă:  Међународни аеродром Никола Тесла Београд     ) este cel mai mare aeroport din Serbia. A fost deschis în 1910. Se află la 12 km vest de centrul capitalei sârbe. Aeroportul are două terminale. Cel de-al doilea terminal a fost deschis pe 14 mai 2006 în urma reconstruirii acesteia.

## Istorie

### Aeroportul Internațional Belgrad
Aeroportul este planificat să fie construit și să traverseze râul Sava în comuna Novi Belgrad. A fost deschisă pe 25 martie 1927, sub numele de Aeroportul Internațional Belgrad. Din anul următor (1928) au început zborurile companiei locale Aeroput. Aeroportul avea 4 piste acoperite cu iarbă de 1.100-2.900 de metri înălțime. Un terminal modern a fost construit în 1931 și 5 ani mai târziu au fost instalate echipamente pentru aterizare în condiții meteorologice nefavorabile. Prin cel de-al Doilea Război Mondial, aeroportul a fost utilizat de companiile aeriene precum Air France,  Deutsche Lufthansa, Imperial Airways, KLM. Din aprilie 1941, forțele de ocupație germane au folosit aeroportul. În 1944, aeroportul a fost distrus.
Aeroportul a fost reconstruit în 1944 și folosit de URSS și Iugoslavia. Aviația civilă și zborurile de marfă au fost născute în 1945. Din 1948, companiile aeriene precum JAT Yugoslav Airlines și JUSTA au început să opereze zboruri interne și internaționale. În același an, țările din Europa de Vest și-au reintrodus zborurile către aeroport.

### Aeroportul nou
Perioada de după război necesită construirea unui nou aeroport și aceasta devine o prioritate economică și socială. În 1947, au început studiile, iar în 1950 aeroportul a fost inclus în planul urbanistic al Belgradului . Documentul definește viitoarea companie aeriană și includerea aeroportului în sistemul mondial. Locația noului aeroport se află pe Platoul Surcin, la 15 km de centrul orașului. Datorită originalității opiniilor planificatorilor aeroportului, sunt îndeplinite două condiții: locația favorizează navigația, cerințele meteorologice, construcții, tehnice și de trafic; și există loc pentru dezvoltarea aeroportului pe termen lung. Planul este ca aeroportul să aibă o pistă, o singură rută, paralelă cu complexul de cale și terminal. Construcția a început în aprilie 1958 și sa încheiat la 28 aprilie 1962 . A fost construită o pistă de 3000 de metri, paralelă cu ea - și un trotuar pentru taxiuri și standuri de avion. Suprafața terminalului este de 8000 m 2 .

### 1990 - 2011
Aeroportul este blocat în timpul războaielor iugoslave . ONU impune sancțiuni asupra țării, inclusiv interzicerea călătoriei aeriene. Aeroportul raportează pierderi, precum și traficul minim de pasageri. Între timp, aeroportul are nevoie de întreținere.
În 2001 au fost recuperate zboruri. Terminalul 2 este reconstruit. A fost construit un nou sistem CAT IIIb, care permite aterizarea în timpul ceții și furtunilor.
În 2006, aeroportul a fost redenumit în forma sa actuală - "Aeroportul Internațional Belgrad" Nikola Tesla "".
În 2007 a fost anunțat că terminalele vor fi conectate. Un nou turn de control a fost construit 3 ani mai târziu.

## Terminale și destinații
Aeroportul are două terminale și ocupă o suprafață de 33.000 km2. Terminalele sunt situate unul lângă celălalt, conectate printr-un coridor, al doilea terminal este mai mare. În primele locuri există restaurante și magazine. Aeroportul are 27 de puncte de expediere, dintre care 16 cu mâneci. Planurile de viitor pentru aeroport au fost că s-ar extinde capacitatea sa de a 10 milioane de pasageri pe an și o suprafață suplimentară de 17.000 km2.
Terminalul 1 este singurul terminal de la deschiderea aeroportului. S-au efectuat zboruri interne în fosta Federație iugoslavă a Iugoslaviei. În anii '80, aeroportul a suferit o reconstrucție completă, următoarea fiind în 2002. De la 1 ianuarie 2010, terminalul servește numai companii aeriene low-cost și zboruri charter.
Terminalul 2 a fost deschis în 1979 . Acesta a fost reconstruit de două ori și a fost deschis din nou în 2006. Capacitatea sa este de 5 milioane de pasageri. Există 33 de ghișee de verificări, birouri de companii aeriene, contoare de transfer.
Persoane
| Linii aeriene                 | Destinații |
| ----------------------------- | --- |
| Aegean Airlines               | Athens |
| Aeroflot                      | Moscow–Sheremetyevo |
| Air Cairo                     | Hurghada Sezonier: Sharm El Sheikh |
| Air France                    | Paris–Charles de Gaulle |
| Air Serbia                    | Amsterdam, Athens, Banja Luka, Barcelona (reluat în 4 iunie 2019), Beirut, Berlin–Tegel, Brussels, Bucharest, Cairo (reluat în 4 iunie 2019), Copenhagen, Düsseldorf, Frankfurt, Helsinki (din 3 iunie 2019), Kiev-Boryspil (reluat în 4 iunie 2019), Krasnodar (din 3 iunie 2019), Larnaca, Ljubljana, London–Heathrow, Madrid (reluat în 5 iunie 2019), Milan–Malpensa, Moscow–Sheremetyevo, New York–JFK, Paris–Charles de Gaulle, Podgorica, Prague, Rijeka (reluat în 4 iunie 2019), Rome–Fiumicino, Sarajevo, Skopje, Sofia, Stockholm–Arlanda, Stuttgart, Tel Aviv–Ben Gurion, Thessaloniki, Tirana, Tivat, Venice, Vienna, Zagreb, Zürich Sezonier: Dubrovnik, Hamburg, Malta, Nice (din 6 iunie 2019), Pula, Saint Petersburg, Split, Zadar (reluat în 21 iunie 2019) |
| Alitalia                      | Rome–Fiumicino |
| AlMasria Universal Airlines   | Hurghada |
| Arkia                         | Tel Aviv–Ben Gurion |
| ASL Airlines France           | Sezonier: Paris–Charles de Gaulle (din 24 iunie 2019) |
| AtlasGlobal                   | Istanbul |
| Austrian Airlines             | Vienna |
| Aviolet                       | Charter Sezonier: Alghero (din 20 iunie 2019), Antalya, Bodrum, Catania, Chania, Corfu, Dalaman, Enfidha, Heraklion, Hurghada (reluat în 15 iunie 2019), Karpathos, Kefalonia, Kos, Lamezia Terme, Palermo, Palma de Mallorca, Preveza/Lefkada, Rhodes, Samos, Santorini, Sharm El Sheikh (reluat în 18 iunie 2019), Skiathos, Thessaloniki, Zakynthos |
| Belavia                       | Budapest, Minsk |
| Croatia Airlines              | Sezonier: Split |
| easyJet Europe                | Berlin–Tegel |
| easyJet Switzerland           | Geneva, Basel/Mulhouse |
| Ellinair                      | Sezonier: Heraklion |
| Etihad Airways                | Abu Dhabi |
| flydubai                      | Dubai–International |
| FlyEgypt                      | Charter Sezonier: Hurghada |
| Israir                        | Tel Aviv–Ben Gurion |
| LOT Polish Airlines           | Warsaw–Chopin |
| Lufthansa                     | Frankfurt, Munich |
| Montenegro Airlines           | Podgorica, Tivat |
| Norwegian Air Shuttle         | Oslo–Gardermoen, Stockholm–Arlanda |
| Pegasus Airlines              | Istanbul–Sabiha Gökçen |
| Qatar Airways                 | Doha |
| Red Wings Airlines            | Moscow–Domodedovo |
| Swiss International Air Lines | Zürich |
| TAROM                         | Bucharest |
| Transavia                     | Amsterdam |
| Tunisair                      | Tunis Charter Sezonier: Monastir |
| Turkish Airlines              | Istanbul |
| Vueling                       | Sezonier: Barcelona |
| Wizz Air                      | Basel/Mulhouse, Beauvais, Dortmund, Eindhoven, Gothenburg, Hannover, Karlsruhe/Baden–Baden, London–Luton, Lyon (din 15 iunie 2019), Malmö, Malta, Memmingen, Stockholm–Skavsta Sezonier: Larnaca |

Marfă
| Linii aeriene          | Destinații                    |
| ---------------------- | ----------------------------- |
| DHL Aviation           | Budapest, Leipzig/Halle, Linz |
| Etihad Cargo           | Abu Dhabi                     |
| Swiftair               | Cologne/Bonn, Ljubljana       |
| Turkish Airlines Cargo | Istanbul–Atatürk              |

## Statistici

### Trafic
| An                  | Pasageri  | Diferența | Marfă (tone) | Diferența | Zboruri | Diferența |
| ------------------- | --------- | --------- | ------------ | --------- | ------- | --------- |
| 2002                | 1,621,798 |           | 6,827        |           | 28,872  |           |
| 2003                | 1,849,148 | ▲14%      | 6,532        | ▼4%       | 32,484  | ▲13%      |
| 2004                | 2,045,282 | ▲11%      | 8,946        | ▲37%      | 36,416  | ▲12%      |
| 2005                | 2,032,357 | ▼1%       | 7,728        | ▼14%      | 37,614  | ▲3%       |
| 2006                | 2,222,445 | ▲9%       | 8,200        | ▲6%       | 42,360  | ▲13%      |
| 2007                | 2,512,890 | ▲13%      | 7,926        | ▼3%       | 43,448  | ▲3%       |
| 2008                | 2,650,048 | ▲5%       | 8,129        | ▲3%       | 44,454  | ▲2%       |
| 2009                | 2,384,077 | ▼10%      | 6,690        | ▼18%      | 40,664  | ▼8%       |
| 2010                | 2,698,730 | ▲13%      | 7,427        | ▲11%      | 44,160  | ▲9%       |
| 2011                | 3,124,633 | ▲16%      | 8,025        | ▲8%       | 44,923  | ▲2%       |
| 2012                | 3,363,919 | ▲8%       | 7,253        | ▼10%      | 44,990  | ▲0%       |
| 2013                | 3,543,194 | ▲5%       | 7,679        | ▲6%       | 46,828  | ▲4%       |
| 2014                | 4,638,577 | ▲31%      | 10,222       | ▲33%      | 58,695  | ▲25%      |
| 2015                | 4,776,110 | ▲3%       | 13,091       | ▲28%      | 58,513  | ▲0%       |
| 2016 (1.1 – 31.10.) | 4,249,497 | ▲2%       | 11,630       | ▲15%      | 50,327  | ▲0%       |

### Cele mai aglomerate rute
| oraș      | Aeroport (e)                     | Plecări săptămânale (vara 2016) | linii aeriene                                  |
| --------- | -------------------------------- | ------------------------------- | ---------------------------------------------- |
| Tivat     | Tivat                            | 50                              | Air Serbia, Muntenegru Airlines                |
| Podgorica | Podgorica                        | 35                              | Air Serbia, Muntenegru Airlines                |
| Viena     | Viena                            | 33                              | Air România, Austrian Airlines                 |
| Moscova   | Moscova "Sheremetyevo"           | 28                              | Aeroflot, Air Serbia                           |
| Istambul  | Istanbul Ataturk, Sabiha Gokcen, | 25                              | Air Serbia, Pegasus Airlines, Turkish Airlines |